# Wynarka
Wynarka là một chi bọ cánh cứng trong họ 
Elateridae.
Chi này được miêu tả khoa học năm 1986 bởi Calder.

## Các loài
Chi này có các loài:
- Wynarka sylvestre Calder, 1986